# Blue Streak
Pour les articles homonymes, voir Blue Streak (homonymie).
Le Blue Streak est un missile balistique britannique dont le développement a été abandonné en 1960 et qui a été reconverti comme premier étage du lanceur Europa.

## Historique

### Création d'un missile balistique
En 1954, Américains et Britanniques décident de coopérer dans le développement des missiles balistiques. Selon cet accord les Britanniques réalisent un missile balistique à courte portée (2 500 km) mono-étage, le Blue Streak, pour équiper leur arsenal nucléaire. La société de Havilland est chargée du développement et Rolls Royce construit les moteurs-fusées RZ.2 qui utilisent une licence du constructeur américain Rocketdyne. Il sera testé à Woomera en Australie.
Mais les Américains violent les termes de l'accord en lançant la fabrication de missiles balistiques concurrents, les missiles Atlas et Thor[réf. souhaitée]. Après avoir tenté de trouver un créneau en allongeant la portée à 4 000 km le gouvernement britannique décide en 1960 d'abandonner le développement d'un missile qui ne peut pas, du fait de sa technologie, riposter à une frappe nucléaire surprise. En effet, le Blue Streak utilise des carburants liquides (60 tonnes de LOX et plus de 20 tonnes de kérosène) et le remplissage des réservoirs, qui ne peut être réalisé à l'avance, nécessite trop de temps. Les Britanniques achèteront finalement des missiles américains Polaris.

### Reconversion en fusée

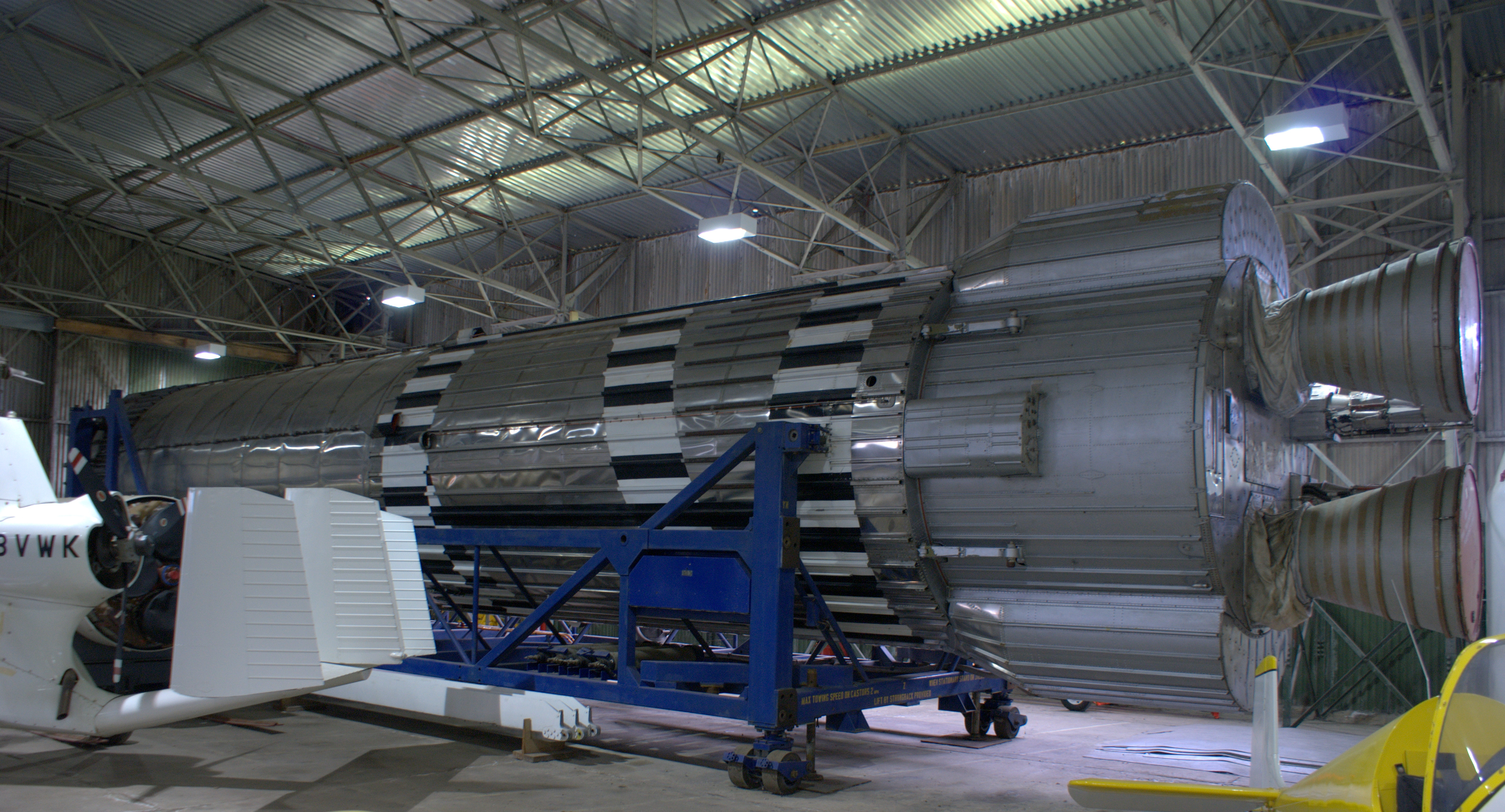
Un étage Blue Streak dans un musée écossais.

En 1960, la communauté scientifique européenne appelle de ses vœux la création d'un programme spatial scientifique européen animé par un organisme analogue au CERN. Les Britanniques, qui viennent d'arrêter la mise au point du missile balistique, proposent alors de développer un lanceur spatial reposant sur ce missile et une deuxième fusée restée à l'état d'ébauche – le Black Knight – qui devait permettre de tester la rentrée dans l'atmosphère des têtes nucléaires du Blue Streak. Pour les Britanniques l'objectif est surtout d'amortir le coût du Blue Streak (56 millions de £). En janvier 1961, le général de Gaulle, sollicité, donne son accord contre l'avis de ses conseillers pour le développement d'une fusée européenne à trois étages, baptisée Europa, utilisant comme premier étage le Blue Streak. 

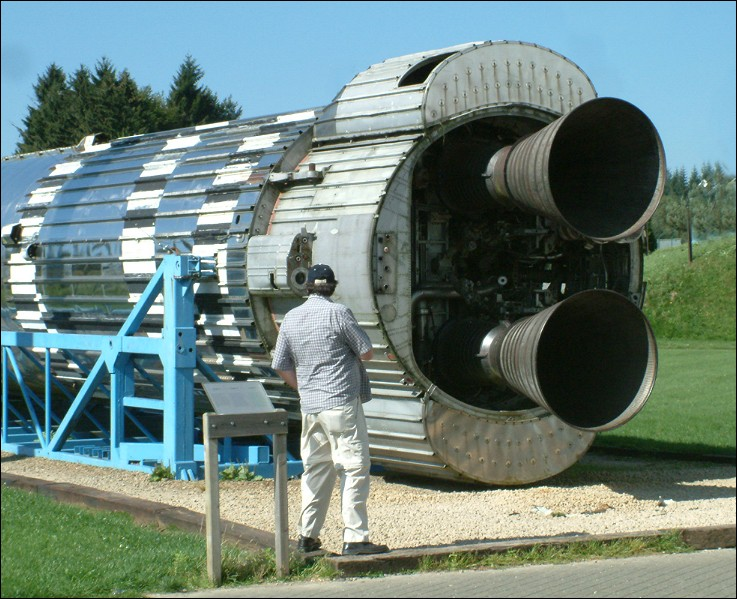
Le premier étage Blue Streak de la fusée Europa II exposé à l'Euro Space Center.

Début 1962, six pays européens décident de créer l'European Launcher Development Organisation (ELDO, en français CECLES, Centre européen pour la construction de lanceurs d'engins spatiaux) pour mettre au point le lanceur Europa. Les développements sont partagés entre les pays membres : le deuxième étage est de conception française, le troisième étage est réalisé par l'Allemagne de l’Ouest tandis que l'Italie, la Belgique et les Pays-Bas se partagent la réalisation des stations de guidage et de télémesure ainsi que le développement d'un satellite.
L'étage Blue Streak sera utilisé dans le cadre de 10 lancements civils de la fusée Europa-1 sans jamais rencontrer aucune défaillance. Mais des problèmes de conception des autres étages et d'intégration entre les étages - construits par des équipes différentes ne s’étant pas assez concertées entre elles - ne permirent jamais à la fusée Europa-1 de placer sur orbite un satellite. Une seule fusée Europa-2 fut lancée depuis le Centre spatial guyanais (CSG) en novembre 1971. L'explosion de l'étage Blue Streak faisant suite à une défaillance de la centrale à inertie conduisit à l'échec du lancement. Sept étages Blue Streak - déjà construits avant l’annulation du programme - ne furent jamais utilisés. 